# Division administrative d'Irak

Carte des 19 gouvernorats d'Irak

La principale subdivision en Irak est celle des 19 muhafazah, également connus sous le nom de gouvernorats. Avant 1976, on les appelait Liwa (subdivision administrative) (en), ou bannière.
En vertu de la Constitution irakienne adoptée en 2005, une ou plusieurs provinces peuvent choisir de former une région fédérale d'Irak (en), qui a droit à une part des revenus pétroliers.
L'Irak moderne couvre principalement les vilayets (provinces) de l'Empire ottoman de Bagdad, Bassorah et du Mossoul et une partie du Sandjak de Zor et de l'Arabie.
Les gouvernorats sont divisés en district d'Irak (en).

## Types
- Région fédérale d'Irak (en)régions fédérales d'Irak
- Gouvernorats d'Irak
- district d'Irak (en)
- Sous-district d'Irak (en)